# Copiii cerului
Copiii cerului (2011) (titlu original The Children of the Sky) este un roman science fiction a scriitorului american Vernor Vinge. Este o continuare directă a volumului Foc în adânc și face parte din același univers al Zonelor Gânditoare ca și Adâncurile cerului. Spre deosebire de Foc în adânc, acțiunea se petrece în întregime pe planeta Stiletelor. În 2012, romanul a fost nominalizat la premiul Locus pentru cel mai bun roman și la premiul Prometheus.

## Cadru
Acțiunea se petrece pe planeta Stiletelor, la zece ani după Bătălia de pe Dealul Navei Stelare. Stiletele sunt similare lupilor și trăiesc în haite. Un singur lup e aproape la fel de inteligent ca un câine; doi-trei pot gândi ca un copil; patru-șase este numărul standard și posedă o inteligență, conștiință de sine și personalitate egală sau superioară unui om. În mod normal, haitele formare din mai mulți indivizi decad la nivelul unei mulțimi incoerente, dar o haită de opt nu este neobișnuită, una dintre ele jucând un rol important. Sunt posibile alte configurații pentru diferite probleme, cum ar fi lungile linii de santinele sau echipele de sclavi, iar cu ajutorul unei tehnologii speciale, încorporate în mantii, membrii unei haite pot comunica la distanțe mari.
După ce a reușit să salveze o sută de copii aflați în hibernoterapie pe naveta care i-a adus acolo, Ravna Bergsndot încearcă să aducă domeniul Cioplitoarei-în-lemn la un nivel tehnologic suficient de avansat încât să poată combate rămășițele Molimei, chiar dacă acestea mai au decenii, ori poate chiar secole până să ajungă acolo.

## Intriga
Ravna află că o facțiune a copiilor crede că flota Molimei reprezină o echipă trimisă să-i salveze, iar Contramăsura - care a distrus nenumărate civilizații aducându-le în Zona Lentă pentru a le feri de Molimă - adevăratul dușman. Când Ravna încearcă să-i facă să înțeleagă cât de importantă este dezvoltarea tehnologică a lumii Stiletelor, este trădată de Nevil Storherte, care-i convinge pe majoritatea copiilor că Ravna nu știe ce face și că el ar trebui să le fie conducătorul. În continuare, Nevil o forțează pe Ravna să-i predea autoritatea de sysadmin asupra navei spațiale Excentric II, aflate pe orbită, oferindu-i acces la arhivele, sistemele și armele ei. Totuși, Ravna își păstrează pe ascuns privilegiile de comandant al navei, un statut superior celui de sysadmin.
Deoarece descoperirile medicale promise de Nevil nu apar, sprijinul pentru conducerea lui începe să slăbească. Ravna complotează împreună cu Johanna Olsndot și haita Pelerinului să forțeze un compromis cu Nevil. Înainte ca acest lucru să se petreacă, trei copii sunt răpiți de Stilete de la Tropice, lucru care-i oferă lui Nevil oportunitatea de a obține mai multă putere. Ulterior, Johanna și Pelerinul - care călătoreau spre Tropice pentru a investiga problema - ajung în Rezervația unei haite ambițioase, Magnatul, iar Ravna însăși este răpită. Se dovedește că în spatele tuturor incidentelor se află, de fapt, Nevil, care s-a aliat cu Magnatul și o altă haită, Prodotus, cu ani în urmă, pentru a submina autoritatea Cioplitoarei-în lemn. La Tropice, Pelerinul se pierde în Cor, iar Johanna scapă cu ajutorul unui convoi comercial care pleacă spre domeniul Cioplitoarei-în-lemn. Cu ajutorul prietenilor ei Jefri Olsndot, haita Chitiratifor (haita Oțel reabilitată), Ravna evadează și se întoarce acasă pentru a pune capăt tiraniei lui Nevil. Pe drum, cei patru sunt capturați și duși la Tropice la bordul a două aerostate aparținând Magnatului. Aflat pe Excentric II, Bili Yngva asistă la un fenomen de scurtă durată care scoate lumea Stiletelor din Zona Lentă și află, astfel, că flota Molimei mai are doar 20 de ani-lumină până la ei.
Ajunși în Rezervația Magnatului, Ravna și însoțitorii ei află că acesta, influențat de Prodotus, e pe care să forțeze o alianță cu Cioplitoarea-în-lemn, îndepărtând pericolul pe care aceasta îl constituie pentru imperiul financiar în expansiune al Magnatului. Încercarea lui Nevil de a forța alianța dă greș, Ravna recapătă, Prodotus este ucis de echipajul aerostatului său, iar Magnatul fuge la Tropice cu Johanna (despre care crede că i-ar fi ucis haita-frate, Copistul Jacqeramaphan) drept ostatic. Nevil și acoliții lui se refugiază într-o vale îndepărtată, unde pun bazele propriei așezări. Ulterior, anunță că rămâne aliat cu Magnatul, urmând ca acesta să-i elibereze pe câțiva dintre ostatici: cei doi supraviețuitori dintre copiii răpiți anterior, precum și haitele Amdiranifani și Chitiratifor. El nu știe însă că Johanna a devenit sfetnicul de încredere al Magnatului, iar sprijinul acestuia pentru el este doar temporar, până la semnarea unui parteneriat cu Cioplitoarea-în-lemn.
La final, Johanna trage concluzia că puterea industrială a Magnatului, combinată cu informațiile despre alte civilizații deținute în Excentric II vor face ca, în doar câțiva ani, Stiletele să condenseze decenii de progres tehnologic. Pe Domeniul Cioplitoarei-în-lemn, Ravna se roagă ca lumea Stiletelor să fie pregătită pentru Molimă atunci când aceasta va sosi.

## Opinii critice
„Vinge a schimbat registrul într-un mod incredibil, oferindu-ne un roman post-singularitate în care singularitatea a fost distrusă și în care oamenii trebuie să se adapteze la viața într-o societate lipsită de orice tehnologie avansată... rezultatul este o carte în care tehnologia nu este atât de importantă, cât povestea minunat construită” remarcă Publishers Weekly. The SF Site Review constată că romanul nu se ridică la nivelul celorlalte două din serie, „dar este totuși o carte bună, cu personaje credibile, o poveste care se cere spusă și promisiunea unei continuări de calitate”. La rândul său, SF Reviews.net este de părere că „abilitatea lui Vinge de a oferi o asemenea poveste și introspecție intelectuală în continuarea acestei saga monumentale este ceea ce face din el unul dintre cei mai energici romancieri SF”.

## Vezi și
- 2011 în științifico-fantastic